# Henry Brooke

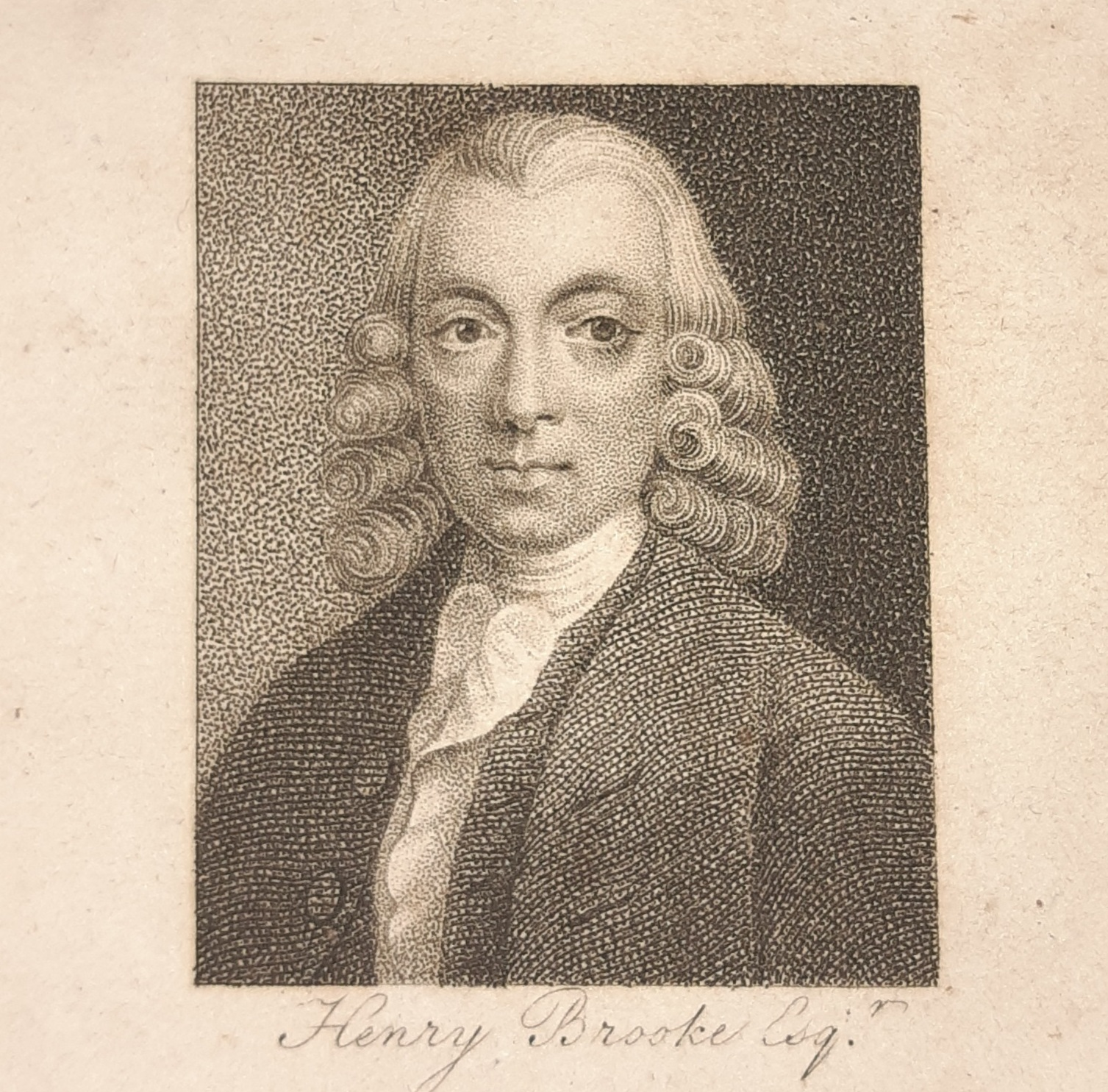
Henry Brooke en 1725

Henry Brooke (1703-Dublín, 1783) fue un novelista y dramaturgo irlandés.
Nació en Irlanda, hijo de un clárigo y estudió Derecho en el Trinity College de Dublín. No obstante, se decidió por una carrera como literato. 
Comenzó como poeta, con la obra Universal Beauty (Belleza Universal), publicado en 1735. Escribió numerosas tragedias, de las cuales la más conocida es Gustavus Vasa (1739) que tuvo la distinción de ser la primera obra de teatro prohibida después de la ley de censura teatral de 1737. La obra se refería a la liberación de Suecia respecto a Dinamarca en 1521 por Gustavo; Robert Walpole creyó que el villano de la obra se le parecía. Sus obras completas se publicaron en Londres en 1780.
- Datos: Q2170258